# Eddie Meduza & The Roaring Cadillacs
Eddie Meduza & The Roaring Cadillacs är den svenske musikern och kompositören Eddie Meduzas andra studioalbum. Det släpptes 1979 och var det första album där Errol Norstedt använde sitt artistnamn "Eddie Meduza".
Låtarna på albumet är överlag rocklåtar, men en del har även inslag av bland annat disco, punk och doo-wop. Alla låtarna har engelsk text, förutom "Punkjävlar", som har svensk text och "Skyrider" som är instrumental. Låten "Leader of the Rockers" finns släppt i ytterligare två versioner. En från albumet West a Fool Away (1984) och en liveversion släppt på samlingsskivan Just Like an Eagle (2002). Singeln "Yea, yea, yea/Honey B" kom 1979 1:a på Europatoppen. På låtarna "Punkjävlar" och "I'm a Fighter" spelar John Norum från Europe sologitarr. På CD-versionen finns en längre version av "Disco Burp" ("Disco Burp - special version").

## Låtlista (LP-versionen)
Sida ett
1. "Punkjävlar" - 3:40
2. "Honey B" - 2:25
3. "Yea, yea, yea" - 2:40
4. "Goin' Back to Oklahoma" - 2:58
5. "Disco Burp" - 3:23
6. "Demon in Your Heart" - 4:00
7. "In the Middle of the Night" - 2:14

Sida två
1. "Love's on the Run" - 3:20
2. Leader of the Rockers" - 2:48
3. "Skyrider" - 5:29
4. "Rocky Rocky" - 3:43
5. "The King's Horses - 3:40
6. "I'm a Fighter" - 2:47

## Låtlista (CD-versionen, släppt 2002)
1. Punkjävlar
2. Honey B
3. Yea, yea, yea
4. Goin' back to Oklahoma
5. Disco burp
6. Demon in your heart
7. In the middle of the night
8. Love's on the run
9. Leader of the rockers
10. Skyrider
11. Rocky Rocky
12. The king's horses (Arrangerad av Anders Oredson)
13. I'm a fighter
14. Oh, what a Cadillac (inspelad 1978)
15. Disco burp (special version)

## Kritik
Albumet blev "sågat" av många musikrecensenter, speciellt av Expressens recensent Mats Olsson, varpå Eddie Meduza spelade in några låtar som är kritiska till Mats Olsson.

## Medverkande musiker
- Eddie Meduza: Gitarr, sång, bas och slagverk.
- Thomas Witt - Trummor, och producent.
- Anders Oredson - Tekniker, mixning, producent, trummor (På spår 12), och keyboards (På spår 12).
- John Norum - Sologitarr (På spår 1 och 13).
- Pontus Olsson - Elpiano (På spår 4), orgel (På spår 4) och piano (På spår 8).
- Torbjörn Eklund - Flöjt (På spår 12).